# Distribució uniforme contínua
En teoria de probabilitat i estadística, es diu que una variable aleatòria {\displaystyle X} té una distribució uniforme contínua en un interval {\displaystyle [a,b]} si la probabilitat que {\displaystyle X} pertanyi a un subinterval {\displaystyle [c,d]\subset [a,b]} és proporcional a la longitud de {\displaystyle [c,d]}:
{\displaystyle P(c\leq X\leq d)={\dfrac {d-c}{b-a}}.}La probabilitat que {\displaystyle X<a} o {\displaystyle X>b} és zero.
Abreujadament es diu que {\displaystyle X} és una variable aleatòria uniforme en l'interval {\displaystyle [a,b]}, i s'escriu {\displaystyle X\,\sim \,U(a,b)}.
La funció de distribució {\displaystyle F} és calcula de la següent manera: per a {\displaystyle x<a,\ F(x)=P(X\leq x)=0}. Per a {\displaystyle x\in [a,b)}
{\displaystyle F(x)=P(X\leq x)=P(a\leq X\leq x)={\frac {x-a}{b-a}}.}
Finalment, per a {\displaystyle x\geq b,\ F(x)=P(X\leq x)=P(0\leq X\leq b)=1.}
La funció de densitat {\displaystyle f} és
{\displaystyle f(x)={\begin{cases}0,&{\text{si }}x<a,\\{\dfrac {1}{b-a}},&{\text{si }}x\in [a,b],\\0,&{\text{si }}x>b.\end{cases}}}
Noteu que la funció de densitat és constant en l'interval {\displaystyle [a,b]}, amb analogia a la distribució uniforme discreta, la funció de probabilitat de la qual és constant en els punts on està definida.
Si dividim l'interval{\displaystyle [a,b]} en dues parts iguals, {\displaystyle [a,(a+b)/2]} i {\displaystyle [(a+b)/2,b]}, la probabilitat que la variable {\displaystyle X} estigui en una part o en l'altre són iguals a {\displaystyle 1/2}. En general, si dividim {\displaystyle [a,b]} en {\displaystyle n}parts iguals, la probabilitat que estigui en cadascuna de les parts és {\displaystyle 1/n}. Intuïtivament, la distribució uniforme contínua és una generalització de la distribució uniforme discreta al cas continu.
Sovint s'utilitza la frase un punt {\displaystyle X} elegit a l'atzar a l'interval {\displaystyle [a,b]} per indicar que {\displaystyle X\,\sim \,U(a,b)}.

## Relació amb la variable uniforme en[0,1]{\displaystyle [0,1]}
Si {\displaystyle X\,\sim \,U(a,b)}, aleshores la variable
{\displaystyle U={\frac {X-a}{b-a}}} és uniforme en {\displaystyle [0,1]}, en símbols, {\displaystyle U\,\sim \,U(0,1).}
Recíprocament, si {\displaystyle U\,\sim \,U(0,1),}aleshores la variable definida per 
{\displaystyle X=a+(b-a)U} és uniforme en {\displaystyle [a,b]}